# Cobitis jadovaensis
Cobitis jadovaensis är en fiskart som beskrevs av Mustafic och Mrakovcic 2008. Cobitis jadovaensis ingår i släktet Cobitis och familjen nissögefiskar. Inga underarter finns listade i Catalogue of Life.